# 태아의 성별고지 금지 사건
태아의 성별고지 금지 사건은 태아의 성감별을 금지하는 의료법의 위헌여부를 다툰 대한민국의 주요 헌법재판소 판례이다.

## 사실관계
1. 청구인은 의사에게 태아의 성별을 알려줄 것을 요청하였으나 의사는 의료법 제19조의2 제2항으로 인하여 태아의 성별을 알려줄 수 없다는 이유로 거절하였다. 이에 청구인은 의료법 규정이 자신의 기본권을 침해하였다고 주장하며 헌법소원심판을 청구하였다.
2. 청구인은 산부인과 전문의로서 산모에게 태아의 성별을 확인하여 주어 의료법 제19조의2 제2항을 위반하였다는 이유로 의사면허자격정지 처분을 받았다. 이에 청구인은 서울행정법원에 의사면허자격정지처분의 취소를 구하는 소송을 제기하고, 그 재판계속중 의료법 제19조의2 제2항의 위헌여부가 재판의 전제가 된다고 하여 위헌법률심판제청신청을 하였는바, 서울행정법원이 기각하자 이 사건 헌법소원심판을 청구하였다..

## 적법요건에 대한 판단
이 사건 규정은 성별고지금지 의무의 주체를 의료인으로 정하고 있으므로 이 사건 규정은 출산 전에 임부나 그 가족이 태아의 성별을 알 수 있는 길을 직접적으로 제한하고 있다. 청구인은 산모 본인은 아니나 앞으로 태어날 태아의 부로서 태아의 성별에 대해 직접 이해관계가 있는 자이므로 자기관련성이 인정된다. 청구인의 처는 이미 아들을 출산하여 그 성별을 알게 되었으므로 권리보호의 이익이 없으나 헌법질서의 수호, 유지를 위하여 긴요한 사항으로서 헌법적으로 그 해명이 중대한 의미를 지닌다.

## 본안에 대한 판단

### 헌법불합치 의견
헌법 제10조로부터 도출되는 일반적 인격권에는 각 개인이 그 삶을 사적으로 형성할 수 있는 자율영역에 대한 보장이 포함되어 있음을 감안할 때, 장래 가족의 구성원이 될 태아의 성별정보에 대한 접근을 국가로부터 방해받지 않을 부모의 권리는 이와 같은 일반적 인격권에 의하여 보호된다고 보아야 할 것인바, 이 사건 규정은 일반적 인격권으로부터 나오는 부모의 태아 성별 정보에 대한 접근을 방해받지 않을 권리를 제한하고 있다고 할 것이다.
성별을 이유로 한 낙태를 방지함으로써 성비의 불균형을 해소하고 태아의 생명권을 보호하기 위함으로 입법목적의 정당성이 인정된다.
이 사건 규정은 성별을 이유로 하는 낙태 방지라는 입법목적에 어느 정도 가여할 수 있으므로 수단의 적합성도 인정된다. 부모가 태아의 성별을 비롯하여 태아에 대한 모든 정보에 접근을 방해받지 않을 권리는 부모로서 당연히 누리는 천부적이고 본질적인 권리이다. 이 사건 규정이 낙태가 사실상 불가능하게 되는 시기의 전 기간에 걸쳐 이루어질 것이라는 전제 하에, 이 사건 규정이 낙태가 사실상 불가능하게 되는 시기에 이르러서도 태아에 대한 성별 정보를 태아의 부모에게 알려 주지 못하게 하는 것은 의료인과 태아의 부모에 대한 지나친 기본권 제한으로서 피해의 최소성 원칙을 위반한다. 이는 낙태를 형사처벌하는 외에 태아의 성별 고지를 금지하는 것은 필요 최소한의 정도를 넘어선 과잉규제이다. 태아의 생명은 중요한 법익으로서 일반적으로 의사가 자유롭게 직업수행을 할 자유 및 임부나 그 가족이 가지고 있는 태아의 성별 정보에 대한 접근을 방해받지 않을 권리보다 우선적으로 보호받아야 한다. 이는 보호하고자 하는 공익이 매우 중요한 경우에도 그 공익에 대한 침해의 가능성이 희박한 상황에서는 그에 대응하는 사익이 보호되어야 함이 마땅하다.
만약 단순위헌결정을 하여 당장 그 효력을 상실시킬 경우에는 임신 기간 전 기간에 걸쳐 태아의 성별 고지를 금지하는 것이 의료인과 태아 부모의 기본권을 지나치게 침해한다는 이 사건 위헌결정의 취지와는 달리, 임신기간 전 기간에 걸쳐 태아의 성별 고지를 가능하게 하는 부당한 결과를 야기시킨다. 따라서 헌법불합치결정을 하여 당해사건과 관련하여 그 적용을 중지시키고 현행 의료법 규정이 개정될 때를 기다려 개정된 신법을 적용하여야 할 것이다.

## 참고 문헌
- 대한민국 헌법재판소 판례 2008.7.31. 2004헌마1010, 2005헌바90(병합)
- 정회철, 최근 5년간 헌법중요판례 200, 도서출판 여산, 2012.
- p 86~92, 김현석, 헌법 기본판례 109선, 헤르메스, 2011. ISBN 9788994619118

## 같이 보기
- 낙태
- 성감별
- 인격권